# Isla Brutus
La isla Brutus (en inglés: Brutus Island) es una pequeña isla situada cerca de Puerto del Principe Olav, en la costa norte de Georgia del Sur. El nombre descriptivo de "isla silla" fue dada para la isla, probablemente por una expedición británica bajo Ernest Shackleton entre 1921 y 1922, pero el mismo nombre se utiliza en la Antártida en otra parte; para evitar confusiones un nuevo nombre ha sido aprobado para este sitio. El nombre de "isla Brutus" surgió después de que el casco Brutus, que fue remolcado desde Sudáfrica por dos pequeños recogedores, fue amarrado durante muchos años junto a la estación ballenera en Puerto del Principe Olav. Fue propuesto por Sir Harold Salvesen.
La isla es administrada por el Reino Unido como parte del territorio de ultramar de las Islas Georgias del Sur y Sandwich del Sur, pero también es reclamada por la República Argentina que la considera parte del Departamento Islas del Atlántico Sur dentro de la provincia de Tierra del Fuego, Antártida e Islas del Atlántico Sur.